# 第1特科群
第1特科群（だいいちとっかぐん、JGSDF 1st Artillery Group(Mechanized)）は、陸上自衛隊北千歳駐屯地（北海道千歳市）に群本部が駐屯する第1特科団隷下の野戦特科部隊である。

## 概要
群長は、1等陸佐（二）が充てられ、群本部、群本部中隊、第129特科大隊、第131特科大隊からなる。2個特科大隊とも多連装ロケットシステムを装備し、第131特科大隊は上富良野駐屯地に駐屯する。
第1特科群は通常の師団旅団特科部隊が有する榴弾砲等よりも重火力・長射程となる203mm砲や多連装ロケットシステムなどを運用する重砲部隊である。保安隊独立第1特科群として1952年（昭和27年）に誕生し、最大で5個大隊を編合していたが、時代の変化を受けて部隊廃止、装備変更を行っていった。
陸上自衛隊ではこれまでに4個特科群が編成されたが、第2・第3特科群の改編（地対艦ミサイル連隊を編合し、東北・西部方面特科隊に改編）、2024年（令和6年）3月の第4特科群の廃止に伴い、陸上自衛隊で唯一の野戦特科群編成となっている。

## 沿革
独立第1特科群
- 1952年（昭和27年）
  - 10月15日：独立第1特科群本部および本部中隊が習志野駐屯地に編成。
  - 11月18日：群本部および本部中隊が習志野駐屯地から宇都宮駐屯地に移駐。
  - 11月22日：部隊新編。

  1. 独立第16特科大隊が函館駐屯地において編成完結。
  2. 独立第46特科大隊が高田駐屯地において編成完結。
  3. 独立第71特科大隊が函館駐屯地において編成完結。

  - 12月12日：独立第31特科大隊が信太山駐屯地において編成完結。
  - 12月15日：独立第1特科群本部および本部中隊が宇都宮駐屯地から千歳駐屯地 に移駐。
- 1953年 （昭和28年）
  - 1月14日：独立第16特科大隊が函館駐屯地から千歳駐屯地に移駐。
  - 1月18日：独立第71特科大隊が函館駐屯地から千歳駐屯地に移駐。
  - 1月22日：独立第46特科大隊が高田駐屯地から千歳駐屯地に移駐。
  - 2月26日：独立第31特科大隊が信太山駐屯地から千歳駐屯地に移駐。

第1特科群
- 1954年（昭和29年）
  - 7月1日：陸上自衛隊発足により独立第1特科群が第1特科群に称号変更。

  1. 独立第31特科大隊（千歳駐屯地）が第101特科大隊に称号変更。
  2. 独立第16特科大隊（千歳駐屯地）が第102特科大隊に称号変更。
  3. 独立第46特科大隊（千歳駐屯地）が第103特科大隊に称号変更。
  4. 独立第71特科大隊（千歳駐屯地）が第104特科大隊に称号変更。

  - 8月25日：千歳駐屯地が北千歳駐屯地に改称。
  - 9月25日：第1特科群を母体として第5特科連隊本部、本部中隊、第2特科大隊、第4特科大隊が北千歳駐屯地に新編。
- 1961年（昭和36年）12月4日：第104特科大隊が北千歳駐屯地から上富良野駐屯地に移駐し、第4特科群に編合。
- 1962年（昭和37年）8月25日：第101特科大隊が北千歳駐屯地から滝川駐屯地に移駐。
- 1969年（昭和44年）3月22日：第101特科大隊が滝川駐屯地から美幌駐屯地に移駐。
- 1985年（昭和60年）3月20日：部隊改編。

1. 第302多連装ロケット中隊（75式多連装ロケット発射機装備）を北千歳駐屯地に新編。第1特科群に隷属。
2. 第101特科大隊の装備を203mm自走榴弾砲に換装。

- 1987年（昭和62年）3月26日：第103特科大隊の装備を203mm自走榴弾砲に換装。
- 1989年（平成元年）3月24日：第102特科大隊の装備を203mm自走榴弾砲に換装。
- 1995年（平成07年）
  - 3月27日：第302多連装ロケット中隊（北千歳駐屯地）が廃止。
  - 3月28日：2個独立多連装ロケット中隊が1個大隊に統合され、第127特科大隊（北千歳駐屯地：75式多連装ロケット発射機装備）に改編。
- 1996年（平成08年）
  - 3月28日：第127特科大隊（北千歳駐屯地）が廃止。
  - 3月29日：第129特科大隊（多連装ロケットシステム装備）を北千歳駐屯地に新編。
- 2000年（平成12年）3月28日：後方支援体制変換に伴い、整備部門を北部方面後方支援隊第101特科直接支援大隊第1直接支援中隊へ移管。
- 2004年（平成16年）3月29日：第133特科大隊（多連装ロケットシステム装備）を真駒内駐屯地に新編。
- 2011年（平成23年）4月22日：第103特科大隊（北千歳駐屯地：203mm自走榴弾砲装備）が廃止。
- 2019年（平成31年）3月25日：第133特科大隊（真駒内駐屯地：多連装ロケットシステム装備）が廃止[1]。
- 2023年（令和05年）3月15日：第101特科大隊（美幌駐屯地：203mm自走榴弾砲装備）、第102特科大隊（北千歳駐屯地：203mm自走榴弾砲装備）を廃止[2][3]。203mm自走りゅう弾砲の運用を終了。
- 2024年（令和06年）3月21日：第4特科群廃止に伴い、第131特科大隊（上富良野駐屯地）を隷下に編合[4][5]。

## 編成
特記なき場合は北千歳駐屯地所在。
編成
- 第1特科群本部
- 第1特科群本部中隊「1特群-本」
- 第129特科大隊
  - 第129特科大隊本部
  - 本部管理中隊「129特-本」
  - 第1射撃中隊「129特-1」 - 多連装ロケットシステム
  - 第2射撃中隊「129特-2」 - 多連装ロケットシステム
  - 第3射撃中隊「129特-3」 - 多連装ロケットシステム
- 第131特科大隊（上富良野駐屯地）
  - 第131特科大隊本部
  - 本部管理中隊「131特-本」
  - 第1射撃中隊「131特-1」- 多連装ロケットシステム
  - 第2射撃中隊「131特-2」- 多連装ロケットシステム
  - 第3射撃中隊「131特-3」- 多連装ロケットシステム

駐屯地
- 北千歳駐屯地（千歳市）
  - 群本部および本部中隊
  - 第129特科大隊
- 上富良野駐屯地（上富良野町）
  - 第131特科大隊

## 整備支援部隊
- 北部方面後方支援隊第101特科直接支援大隊第1直接支援中隊「101特直支-1」（北千歳駐屯地）：2000年（平成12年）3月28日から
- 北部方面後方支援隊第101特科直接支援大隊第1直接支援中隊第4直接支援小隊「101特直支-1」（北千歳駐屯地）第129特科大隊を支援：2000年（平成12年）3月28日から
- 北部方面後方支援隊第101特科直接支援大隊第1直接支援中隊第?直接支援小隊「101特直支-1」（上富良野駐屯地）第131特科大隊を支援：2024年（令和6年）3月21日から

## 主要幹部
| 官職名      | 階級    | 氏名     | 補職発令日     | 前職             |
| ----------- | ------- | -------- | -------------- | ---------------- |
| 第1特科群長 | 1等陸佐 | 浮須康彰 | 2025年08月01日 | 装備実験隊副隊長 |

| 代 | 氏名                   | 在職期間                                                    | 前職                                        | 後職                                               |
| -- | ---------------------- | ----------------------------------------------------------- | ------------------------------------------- | -------------------------------------------------- |
| 01 | 竹内仁司 （1等保安正） | 1952年10月15日 - 1955年11月15日                             | 第1管区総監部所属                           | 第4管区総監部付                                    |
| 02 | 堤寛                   | 1955年11月16日 - 1957年08月11日                             | 陸上自衛隊幹部学校勤務                      | 西部方面総監部第2部長                              |
| 03 | 今村清                 | 1957年08月12日 - 1962年03月15日                             | 第4管区総監部第2部長                        | 中央監察隊副隊長                                   |
| 04 | 穴吹謙太郎             | 1962年03月16日 - 1964年07月15日 ※1963年01月01日 1等陸佐昇任 | 陸上自衛隊幹部学校勤務 （2等陸佐）          | 陸上自衛隊幹部学校研究員                           |
| 05 | 猿渡篤信               | 1964年07月16日 - 1966年07月15日                             | 西部方面総監部業務室長                      | 陸上自衛隊富士学校研究部副部長                     |
| 06 | 矢嶋仁                 | 1966年07月16日 - 1968年03月15日                             | 第4特科群副群長                             | 陸上自衛隊高射学校研究部長                         |
| 07 | 坂本力                 | 1968年03月16日 - 1969年03月16日                             | 陸上自衛隊幹部学校研究員                    | 第1特科団副団長                                    |
| 08 | 斉藤茂                 | 1969年03月17日 - 1971年07月15日                             | 陸上自衛隊富士学校特科教育部 戦術班長       | 陸上自衛隊幹部学校研究員                           |
| 09 | 大河内剛健             | 1971年07月16日 - 1973年07月15日                             | 空挺教育隊長                                | 北部方面総監部総務課長                             |
| 10 | 田尻浩                 | 1973年07月16日 - 1976年03月15日                             | 第2師団司令部第3部長                        | 装備開発実験隊副隊長                               |
| 11 | 吉野武夫               | 1976年03月16日 - 1978年03月15日                             | 北千歳駐とん地業務隊長                      | 北部方面総監部総務部長                             |
| 12 | 牧村章                 | 1978年03月16日 - 1980年03月16日                             | 西部方面総監部総務部総務課長                | 陸上自衛隊富士学校総合研究開発部 第2主任研究開発官 |
| 13 | 西村渾                 | 1980年03月17日 - 1981年07月31日                             | 第1特科団本部高級幕僚                       | 陸上自衛隊富士学校総合研究開発部 第2主任研究開発官 |
| 14 | 志水秀文               | 1981年08月01日 - 1983年03月15日                             | 第1特科団本部高級幕僚                       | 陸上自衛隊富士学校特科部研究課長                   |
| 15 | 長谷川登               | 1983年03月16日 - 1985年03月15日                             | 陸上自衛隊幹部学校主任教官                  | 防衛大学校教授                                     |
| 16 | 菅澤武士               | 1985年03月16日 - 1987年03月15日                             | 陸上自衛隊富士学校学校教官                  | 東北方面総監部人事部厚生課長                       |
| 17 | 三井隆之               | 1987年03月16日 - 1989年03月31日                             | 陸上自衛隊幹部学校学校教官                  | 防衛研究所所員                                     |
| 18 | 廣崎恪也               | 1989年04月01日 - 1991年03月31日                             | 陸上幕僚監部人事部人事計画課 予備自衛官班長 | 伊丹駐屯地業務隊長                                 |
| 19 | 中村博澄               | 1991年04月01日 - 1993年03月31日                             | 日本原駐屯地業務隊長                        | 陸上自衛隊幹部候補生学校総務部長                   |
| 20 | 塚川豊秀               | 1993年04月01日 - 1995年07月31日                             | 陸上自衛隊富士学校特科部研究課長            | 第2教育団副団長                                    |
| 21 | 武藤義朗               | 1995年08月01日 - 1998年07月31日                             | 第2師団司令部第3部長                        | 自衛隊三重地方連絡部長                             |
| 22 | 岡澤和美               | 1998年08月01日 - 2000年11月30日                             | 情報本部勤務                                | 東北方面総監部調査部長                             |
| 23 | 伊東基行               | 2000年12月01日 - 2002年12月01日                             | 富士教導団本部高級幕僚                      | 仙台駐屯地業務隊長                                 |
| 24 | 井星晃                 | 2002年12月02日 - 2005年03月31日                             | 統合幕僚学校学校教官                        | 神町駐屯地業務隊長                                 |
| 25 | 岡昭雄                 | 2005年04月01日 - 2007年03月31日                             | 北部方面総監部総務部総務課長                | 第1特科団副団長                                    |
| 26 | 中川強                 | 2007年04月01日 - 2009年03月23日                             | 北部方面総監部法務官                        | 北部方面総監部法務官                               |
| 27 | 西島敦                 | 2009年03月24日 - 2011年07月31日                             | 第9師団司令部第3部長                        | 第5旅団司令部幕僚長                                |
| 28 | 諏訪敏久               | 2011年08月01日 - 2012年12月27日                             | 陸上自衛隊補給統制本部装備計画部 企画課長   | 北部方面総監部付                                   |
| 29 | 有村義治               | 2013年01月15日 - 2015年11月30日                             | 西部方面総監部情報部情報課長                | 陸上幕僚監部運用支援・情報部 情報課情報保全室長    |
| 30 | 松尾幸成               | 2015年12月01日 - 2017年07月31日                             | 自衛隊岡山地方協力本部長                    | 陸上自衛隊研究本部主任研究開発官                   |
| 31 | 水沼大                 | 2017年08月01日 - 2019年11月30日                             | 第4師団司令部第3部長                        | 陸上総隊司令部報道官                               |
| 32 | 伊藤浩之               | 2019年12月01日 - 2022年03月13日                             | 陸上総隊司令部総務部人事課長                | 第1特科団副団長                                    |
| 33 | 渡邉邦嘉               | 2022年03月14日 - 2023年07月31日                             | 陸上総隊司令部日米共同部勤務                | 第4特科群長 兼 上富良野駐屯地司令                  |
| 34 | 湯浅智文               | 2023年08月01日 - 2025年07月31日                             | 第1特科団本部高級幕僚                       | 自衛隊三重地方協力本部長                           |
| 35 | 浮須康彰               | 2025年08月01日 -                                            | 装備実験隊副隊長                            |                                                    |

## 主要装備
- 多連装ロケットシステムMLRS
- 1/2tトラック / 73式小型トラック
- 1 1/2tトラック / 73式中型トラック
- 3 1/2tトラック / 73式大型トラック
- 89式5.56mm小銃

過去の装備品
- 203mm自走りゅう弾砲

## 称号変更をした部隊
- 独立第16特科大隊：1954年（昭和29年）7月1日　第102特科大隊に称号変更。
- 独立第31特科大隊：1954年（昭和29年）7月1日　第101特科大隊に称号変更。
- 独立第46特科大隊：1954年（昭和29年）7月1日　第103特科大隊に称号変更。
- 独立第71特科大隊：1954年（昭和29年）7月1日　第104特科大隊に称号変更。

## 廃止部隊
- 1995年（平成07年）3月27日廃止
  - 第302多連装ロケット中隊（北千歳駐屯地）：1985年（昭和60年）3月20日から1995年（平成07年）3月27日の間。第127特科大隊に改編。
- 1996年（平成08年）3月28日廃止
  - 第127特科大隊（北千歳駐屯地）：1995年（平成07年）3月28日か1996年（平成08年）3月28日らの間。第129特科大隊に改編。
- 2011年（平成23年）4月22日廃止
  - 第103特科大隊（北千歳駐屯地）：1954年（昭和29年）7月1日から2011年（平成23年）4月22日の間。
- 2019年（平成31年）3月25日
  - 第133特科大隊（真駒内駐屯地）：2004年（平成16年）3月29日から2019年（平成31年）3月25日の間[1]。
- 2023年（令和05年）3月15日廃止
  - 第101特科大隊（美幌駐屯地）：
  - 第102特科大隊（北千歳駐屯地）：

廃止された支援部隊（被支援部隊の部隊廃止により欠番となった部隊）
- 第3直接支援小隊（北千歳駐屯地）第103特科大隊を支援：2000年（平成12年）3月28日から2011年（平成23年）4月22日廃止の間。
- 第5直接支援小隊（真駒内駐屯地）第133特科大隊を支援：2000年（平成12年）3月28日から2019年（平成31年）3月25日廃止の間。
- 第1直接支援小隊（美幌駐屯地）第101特科大隊を支援：2000年（平成12年）3月28日から2023年（令和5年）3月15日廃止の間。
- 第2直接支援小隊（北千歳駐屯地）第102特科大隊を支援：2000年（平成12年）3月28日から2023年（令和5年）3月15日廃止の間。